# Philishave

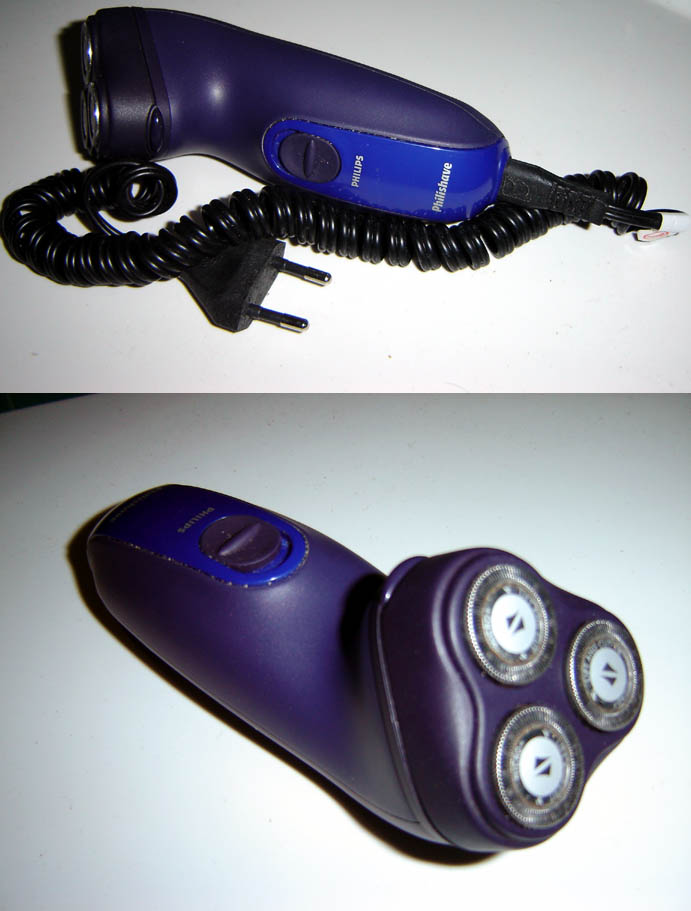
Philishave model HQ-5426

De Philishave is een merknaam van de scheerapparaten van Philips, de wereldmarktleider op het gebied van elektrisch scheren. De productie van de Philishave vindt hoofdzakelijk plaats in Drachten, maar de laatste jaren is ook een deel van de productie verplaatst naar China.

## Korte geschiedenis

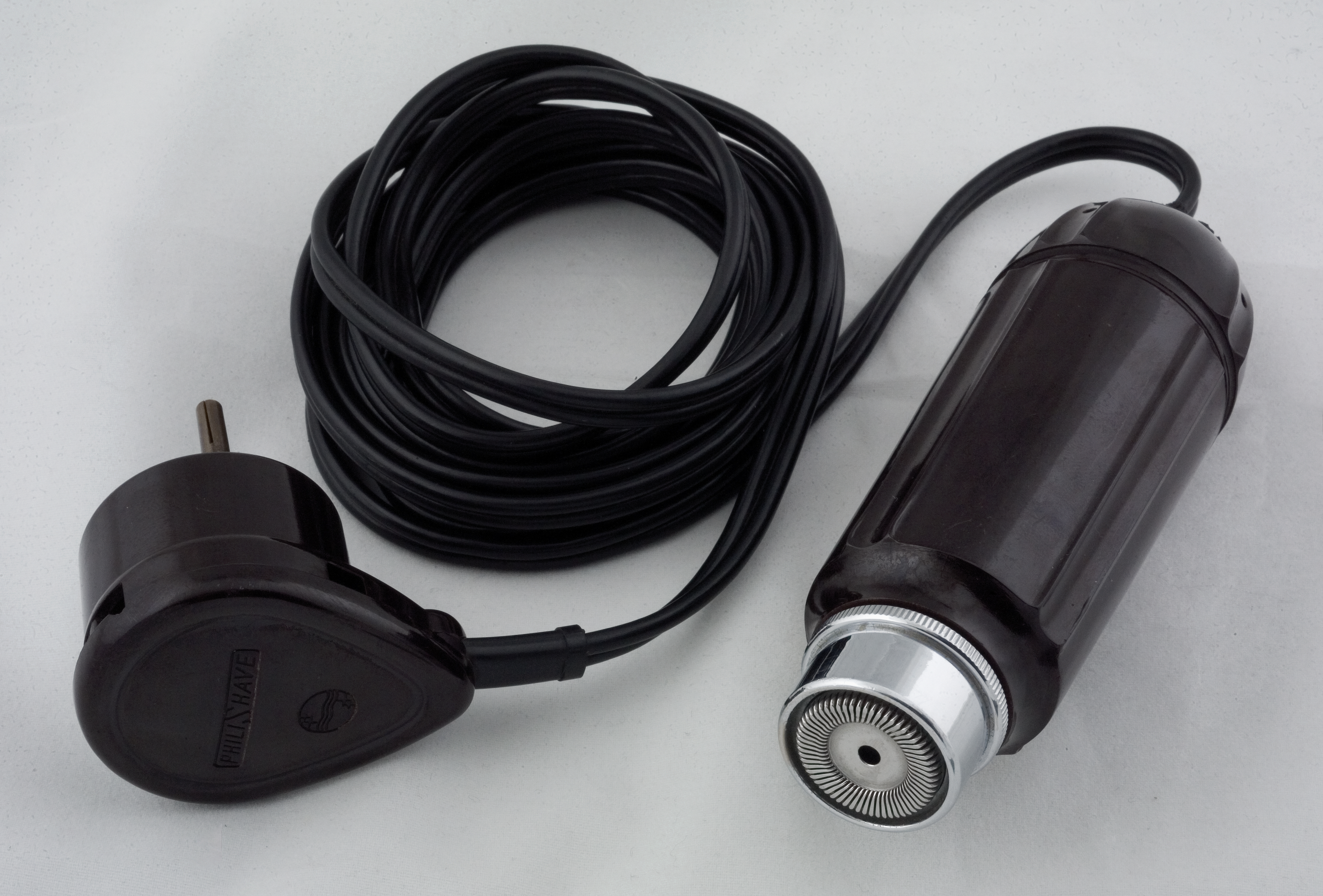
Elektrisch scheerapparaat "PhiliShave Staalbaard", typenummer 7733. Staafmodel met één scheerkop in zwart bakelieten behuizing.

Philips' eerste producten waren gloeilampen. In de jaren twintig van de twintigste eeuw begon de fabriek ook andere producten te maken. Zo kwam men in 1939 met het eerste elektrische Philips-scheerapparaat, de Philishave. Sindsdien zijn er meer dan 400 miljoen exemplaren van het scheerapparaat verkocht.
In 2006 heeft het elektronicaconcern besloten om de merknaam Philishave te laten verdwijnen. Voortaan zal het elektronicabedrijf de scheerapparaten enkel nog onder de meer bekende merknaam Philips uitbrengen als 'Philips shaver'.
Er wordt niet verwacht dat Philips verlies zal lijden door het loslaten van Philishave, omdat Philips grote bekendheid geniet. Bovendien lijkt de naam Philips veel op Philishave.